# SH-AWD
SH-AWDまたはスーパーハンドリング・オールホイールドライブ（英語: Super Handling All-Wheel-Drive）は、本田技研工業の四輪駆動システムである。日本語表記は「四輪駆動力自在制御システム」。

## 概要
2004年発売のホンダ・レジェンドに初搭載された、前後輪と後輪左右の駆動力を自在に制御する世界初のシステム。SH-AWDは、センターデフ（差動装置）を持たず左右の駆動力を電磁クラッチ（電磁ソレノイドによる湿式多板クラッチのダイレクト駆動）により調整する。トルクはハイポイドギアより、左右に設けた遊星歯車のリングギアに伝わり、電磁クラッチはサンギアとケース部に摩擦を発生させ、プラネタリーキャリアよりドライブシャフトに出力される。遊星歯車による倍力作用を利用することで、電磁クラッチの大きさを小型に抑えている 。
左右の駆動力を電磁クラッチで制御する点では同社のVTM-4と似ているが、異なるのは、制御が旋回性能を向上するために利用される点にある。旋回加速時の外側後輪の接地荷重の増大に対して、より多くの駆動力をそこへ配分することで旋回内側へのヨーモーメントを発生させている。
プロペラシャフトと後車軸との間に遊星歯車機構による二段増速機構を組み込み、後輪への回転数を直結状態では0.6%、旋回時に5.7%高め、旋回時には積極的に外側の後輪に駆動力を配分している（駆動力配分は、前後で30対70→70対30、後輪左右で0対100→100対0まで無段階で可変することが可能。）。後輪は旋回時に外輪が100%、内輪0%まで配分が可能で、この配分により生じる後輪左右のトルク差によって旋回時の動力性能を向上させた。ただし、効果が期待できるのは加速時および定速走行時（アクセルオン）のみであり、減速時（アクセル全閉時）には横滑り防止装置との協調制御により挙動の安定を確保している。
2006年に登場したRDXおよび2代目MDXには、リア車軸前にあった二段増速機構を廃止した軽量仕様が適用された。後輪は常時1.7%増速され、直進状態での前後輪の回転差は、リアデフが吸収している。
2014年のアキュラ・TLXでは、次世代SH-AWDとなり遊星歯車による倍力装置のないVTM-4に似たシステムとなった。電磁クラッチの代わりに左右2つの油圧ポンプとソレノイドバルブで湿式油圧クラッチを操作する方式を採用した。重い電磁クラッチがなくなることで、25%の軽量化を果たしている。リア増速は常時2.7%で、巡行時は前後駆動力が90:10となる。
2012年には電動式の四輪駆動ハイブリッドシステムとして新開発されたSPORT HYBRID SH-AWDを搭載するNSXコンセプトが発表され、2015年には同システムを搭載した5代目レジェンドが発売された。

## 開発史
芝端康二が最初に提案した四輪駆動システムは前輪と後輪の間で駆動力を配分するものであった。しかし、それはすでに他社が開発に着手しており、ホンダとしての独自性がないとして上層部に却下された。芝端は左右の車輪間での駆動力配分の可能性を見いだし、四輪駆動のシビックを改造し、後輪の片側だけに駆動力を伝える三輪駆動の試作車で実走し後輪の左右でのトルク配分の効果を確認し、本格的な開発に至った。
その後、2代目レジェンドに後輪左右駆動力配分システムを搭載した試作車を開発し、1991年には東京モーターショーでコンセプトカーであるFS-Xを発表。3代目インテグラにこのシステムを搭載すべく開発を進めたが、市販を断念した。
1996年には左右駆動力配分システムを後輪ではなく前輪に搭載したATTSをプレリュードで市販化した。

## 搭載車種
- ホンダ・レジェンド（4代目）/アキュラ・RL（2代目）/アキュラ・RLX
- アキュラ・MDX（2代目以降）
- アキュラ・TL（4代目)/アキュラ・TLX
- アキュラ・RDX（初代）
- アキュラ・ZDX